# Швентке, Роберт
Ро́берт Шве́нтке (нем. Robert Schwentke; род. 15 февраля 1968[…], Штутгарт) — немецкий кинорежиссёр, наиболее известный по фильмам «Иллюзия полёта» и «РЭД».

## Биографии
Швентке родился в Штутгарте, на юго-западе Германии, и с ранних лет увлекался кино. В детстве и юности он снял несколько 8-мм и 16-мм фильмов. Один из них — 90-минутный 8-мм фильм, который был показан в 1985 году в Вюртембергском художественном союзе в рамках выставки «Шок и творчество».
Швентке изучал философию и сравнительное литературоведение в течение четырех семестров в Тюбингенском университете Эберхарда-Карла в Германии, после чего решил сменить специальность и место обучения. Он продолжил изучать кинопроизводство в Колумбийском колледже АГУ в Голливуде и закончил его с отличием, получив степень бакалавра изящных искусств.
Во время учебы в США он снял короткометражный фильм «Небеса!» в 1992 году с участием Ханнеса Йенике. Фильм рассказывает об игре в кошки-мышки между жадными мужчинами за добычу, полученную в результате ограбления.
Затем он изучал режиссуру в Американском институте кино в Лос-Анджелесе, получив степень магистра изящных искусств как студент 93-го года.
Чтобы помочь финансировать свое обучение в США, Швентке писал для немецкого телевидения. Он стал автором нескольких эпизодов сериала «Место преступления». Его дебютная работа, эпизод Bildersturm, была номинирована на премию Grimme в 1999 году. Второй эпизод, Drei Affen, собрал 10,37 млн зрителей в Германии и получил рейтинг 31,06 %, став одним из самых просматриваемых эпизодов за последние десятилетия.
После окончания учебы в США Швентке вернулся в Германию. «Я всегда хотел вернуться оттуда с ноу-хау, - объяснял он позже, — и снимать европейские фильмы». В его первом большом полнометражном фильме «Татуировка» двое полицейских охотятся за безжалостным серийным убийцей, одержимым желанием заполучить вожделенные татуировки умершего японского художника. Годом позже он снял полуавтобиографическую трагикомедию «Семейные драгоценности» (нем. Eierdiebe) о человеке, проходящем лечение от рака яичек — болезни, которуюдиагностировали и у самого режиссёра, и которую он пережил в 1995 году.
Его триллер «Татуировка» был показан на отраслевых мероприятиях и Международном кинофестивале в Лос-Анджелесе и привлёк внимание студии Disney. Швентке был нанят для постановки триллера «Иллюзия полёта», который стал большим коммерческим успехом в США.
В 2007 году он собирался снять триллер «Поезд-беглец» о железнодорожнике, который пытается остановить беспилотный поезд, наполненный токсичным газом, от разрушения города. Однако позже проект был реализован Тони Скоттом в 2010 году под названием «Неуправляемый». Швентке также рассматривал возможность постановки фильма «Глубокое синее прощание» по роману Джона Д. Макдональда о современном Робин Гуде, который требует огромную плату за свои услуги. В итоге он отказался от обоих проектов, чтобы снять фильм «Жена путешественника во времени» по бестселлеру Одри Ниффенегер с Эриком Баной и Рэйчел МакАдамс в главных ролях. В том же году Швентке снял пилотный эпизод сериала «Обмани меня».
В 2008 году компания Summit Entertainment приобрела опцион на графический роман-триллер Red Уоррена Эллиса и художника Калли Хамнера, для создания полнометражного фильма. Швентке снял фильм «РЭД» по сценарию авторов «Белой мглы» Эриха и Джона Хубера. Основные съёмки начались в январе 2010 года в Торонто и Луизиане с участием звезд Брюса Уиллиса и Моргана Фримена. Звёздная смесь боевика и комедии стала хитом проката и получила номинацию на «Золотой глобус» в категории «Лучший фильм — мюзикл или комедия».
Швентке снял мистический боевик «Призрачный патруль», основанный на комиксе Rest in Peace Department Питера М. Ленкова. В фильме снялись Райан Рейнольдс и Джефф Бриджес. Фильм R.I.P.D. был выпущен 19 июля 2013 года в США компанией Universal Pictures. Хотя комедия о сверхъестественных полицейских получила негативные отзывы и провалилась в прокате, позже она нашла успех на стриминговых платформах, возглавив список 10 лучших фильмов Netflix в 2023 году.
В 2015 году Швентке снял «Дивергент: Инсургент», сиквел «Дивергента», который вышел на экраны 20 марта 2015 года. Он также снял первую частьдвухсерийного финала.

## Фильмография
| Год  |   | Русское название                  | Оригинальное название                    | Роль     |
| ---- | - | --------------------------------- | ---------------------------------------- | -------- |
| 2002 | ф | Татуировка                        | Tattoo                                   | режиссёр |
| 2005 | ф | Иллюзия полёта                    | Flightplan                               | режиссёр |
| 2009 | ф | Жена путешественника во времени   | The Time Traveler’s Wife                 | режиссёр |
| 2010 | ф | РЭД                               | Red                                      | режиссёр |
| 2013 | ф | Призрачный патруль                | R.I.P.D.                                 | режиссёр |
| 2015 | ф | Дивергент, глава 2: Инсургент     | The Divergent Series: Insurgent          | режиссёр |
| 2016 | ф | Дивергент, глава 3: За стеной     | The Divergent Series: Allegiant — Part 1 | режиссёр |
| 2017 | ф | Капитан                           | Der Hauptmann                            | режиссёр |
| 2021 | ф | G.I. Joe: Бросок кобры. Снейк Айз | Snake Eyes: G.I. Joe Origins             | режиссёр |
| 2022 | ф | Сенека                            | Seneka                                   | режиссёр |
|      | ф | Контроль                          | Control                                  | режиссёр |